# Lennart Söderberg

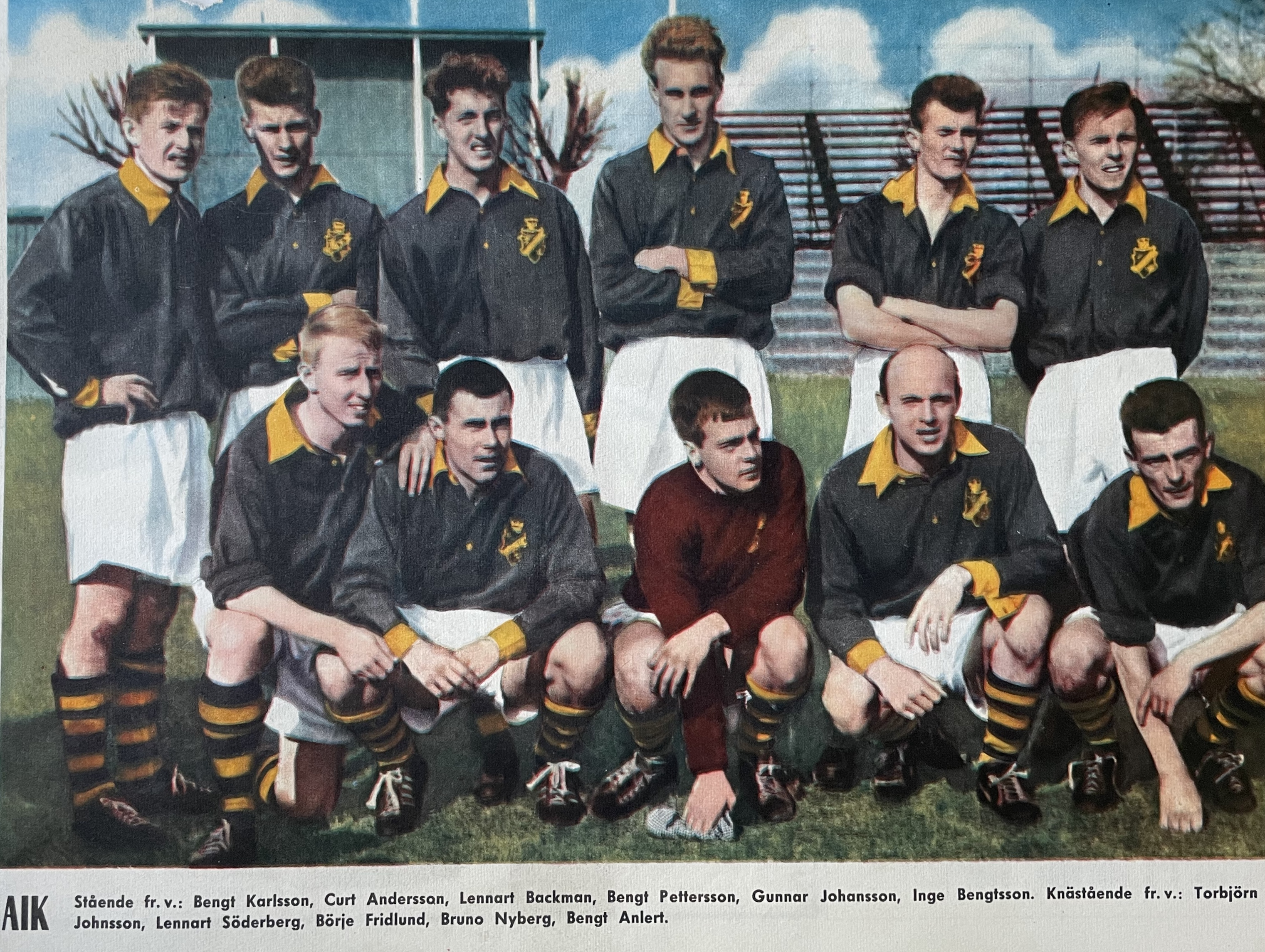
Lennart Söderberg, andre man från vänster i främre raden, då han spelade i AIK 1960.

Kurt Lennart "Liston" Söderberg, född 7 juli 1941 i Torpshammar i Torps församling i Medelpad, död 13 oktober 2022 i Västerås, var en svensk fotbollsspelare (back) och tränare. Söderberg sysslade i ungdomen med flera lagsporter med framgång. Vid 15 års ålder gjorde han debut i allsvenskan i ishockey för AIK och vid 18 års ålder debuterade han i fotbollsallsvenskan för samma klubb. Det blev 85 allsvenska matcher för AIK. Han har även gjort inhopp i en allsvensk bandymatch för AIK. Efter den aktiva karriären arbetade Söderberg som fotbollstränare i över 30 år. Han har vid flera tillfällen väckt uppmärksamhet med kontroversiella uttalanden. Söderberg ledde Västerås SK till Allsvenskan två gånger, 1977 och 1996.

## Västerås
Höjdpunkter
- 1977: "Liston" tar VSK från division tre till allsvenskan på två år.
- 1984: VSK är nära att åka ur division ett. "Liston", som lämnat Odd, räddar kvar laget.
- 1994: VSK sladdar i division ett - men "Liston" fixar kontraktet.
- 1996: Tar VSK till allsvenskan men sparkas i maj 1997.
- 2003: "Liston" tillbaka i VSK, 28 år sedan debuten.

## Klubbar som tränare
- Ljusdals IF 1968-69
- Ulrikdals SK 1971-72
- Gefle IF 1972-74
- Västerås SK 1975-80
- IFK Eskilstuna 1981-82
- Odd Grenland 1983-84
- Västerås SK 1984
- Vasalund 1985-86
- Gefle IF 1987-88
- Ikast FS 1989-92
- Anorthosis Famagusta FC 1993
- Syrianska FC 1994
- Västerås SK 1994-97
- IFK Malmö 1997
- IFK Eskilstuna 1998
- Köping FF 2001
- Västerås SK 2003-04

### Fotnoter
1. ↑  https://www.expressen.se/sport/fotboll/kulttranaren-lennart-liston--soderberg-dod-blev-81-ar-/
2. ↑   https://www.ratsit.se/19410707-Kurt_Lennart_Soderberg_Vasteras/xwLpPnNBp-bidPy4dFbsDAQAUk-_YTDd-R470XuNdIo
3. ↑  ”VSK:s fotbollstränare”. VSK Forum. http://www.vskforum.com/vsk.nu/fotbollstranare.html. Läst 6 juni 2016.